# Caroline Schlyter

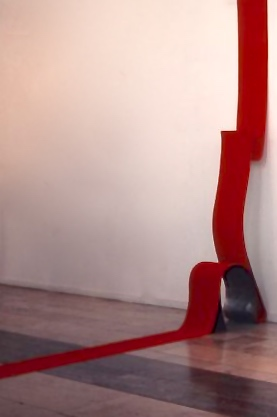
Stålprototypstol Little h (1988), täckt med röd sammet, Kulturhuset, Stockholm, 1989.

Anna Ingrid Caroline Schlyter, född 9 oktober 1961, är en svensk konstnär med fokus på skulptur och installationer. Hon är mest känd för sina möbelskulpturer som har ställts ut i många länder.
Caroline Schlyter är utbildad vid Konstfack, Institutionen för konst, och vid Royal Institute of Art i Stockholm. 
I början av sina studier 1988 skapade Schlyter en valsad stålprototyp av en stol som hon kallade Lilla h. Det ställdes ut första gången på Kulturhuset i Stockholm 1989. Stolen visades som en installation där den var täckt med en sju meter röd sammetsmatta som sträckte sig hela vägen från väggen ner över stolen och ut på golvet. Samma år deltog Schlyter i den internationella konst- / designscenen när han deltog i en internationell möbeldesigntävling i Asahikawa, Japan, där hon fick ett prisbelönt bidrag för sin stol Little h, nu gjord i trä, gjuten av en enda bit björkplywood. "Mitt mål var att skapa en ren, obruten linje och undvika fogar och anslutande detaljer …", sa hon om sitt arbete.
Schlyters design fångade tidningsredaktörernas öga och Little h presenterades på omslaget till flera internationella tidskrifter.
Tre år senare, 1992, tilldelades Schlyter utmärkelsen Utmärkt Svensk Form ("Excellent Swedish Design") för Little h. 
Juryns motivation: "Närmast en sitt-skulptur, som oberoende och skickligt spelar på den moderna, nordiska konstnären. Den suveräna krökningen ger intrycket av att sträcka träets möjligheter till det yttersta."

## Karriär och utställningar

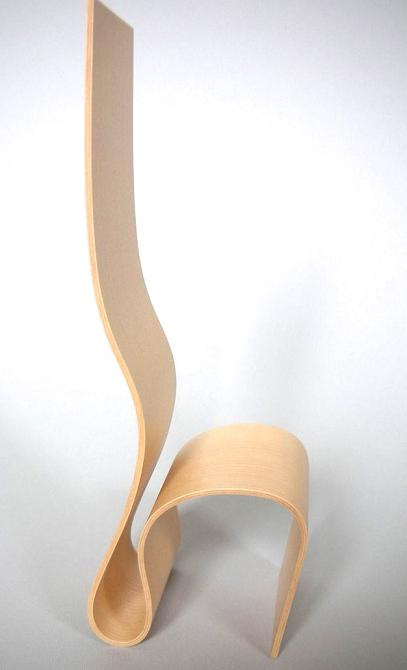
Little h (1989), gjuten av en enda bit björkplywood.

Stolen Little h åtföljdes kort därefter av andra möbelstycken, designade 1990, med liknande gjutna plywoodkonstruktioner i ett stycke; The Lover - en fåtölj, Mostern - ett toalettbord, Tripp, Trapp och Trull - bord, Fido - en te-vagn, Little m - en barnstol, som alla blev h-familjen. Leo Gullbring skrev, "Caroline Schlyters tydligt personliga och originella mönster utmanar svenska möbeltraditioner." En större utställning av hennes verk med titeln Familjen h-son, producerad av Svenska utställningsbyrån, hölls först på Lönnströms Konstmuseum i Finland och reste senare runt svenska museer. Ett medföljande häfte publicerades i samband med utställningen.
Caroline Schlyters h-familj har ställts ut på gallerier och museer från Europa till Japan till USA, inklusive:
- Escales autour du monde, Le Carrousel du Louvre, Paris, Frankrike (1993)
- Svensk form på Svenskt Tenn hösten 1995, Svenskt Tenn, Stockholm, Sverige (1995)
- D'una sola peca, Aspectos, Barcelona, Spanien (1997)
- Betongkonst och samtida design, Verner Amell Gallery, London, Storbritannien (2000)
- Årligt gruppevenemang, Gallery of Functional Art, Los Angeles (2002)
- Nordic Cool: Hot Women Designers, National Museum of Women in the Arts, Washington, DC (2004)
- International Art + Design Fair 1900–2007, The Park Avenue Armory, New York (2007)
- Design Miami / Basel, Basel, Schweiz (2011).

Hennes verk finns i flera betydelsefulla samlingar, inklusive Nationalmuseum, Stockholm, Sverige; Vitra Design Museum, Weil am Rhein, Tyskland; Design Museum, London, Storbritannien; och V&A Museum of Childhood Victoria and Albert Museum, London, Storbritannien

## Verk

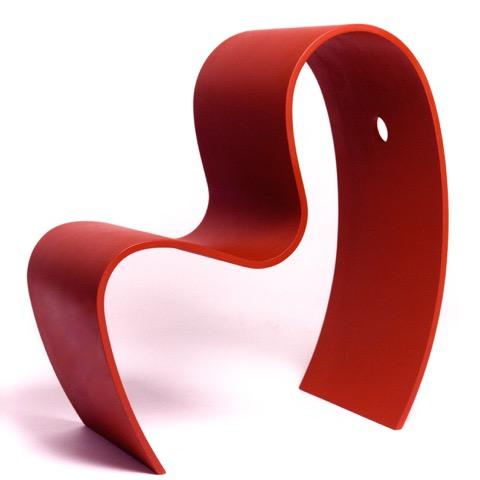
Barnstol Little m (1990), gjuten av ett enda stycke björkplywood, färdigt i röd lack.

Förutom h-familjen har Schlyter i sin konstnärliga produktion arbetat med många olika material och undersökt tomrummet i det arkitektoniska rummet. Exempel på hennes installationer och utställningar inkluderar:
- Integrated Spatium (Little h in steel, sammet) Kulturhuset / The House of Culture, Stockholm, (1989)
- Skulptur 1992 (glas, gips, trä, gouache ) Konstfack / Högskolan för konst, hantverk och design, Stockholm (1992)
- Ballerina (brons), beställd av Stockholms universitet (1993)
- Knock on Wood (relief in sheet aluminium), Råbäck Railway Station, Skaraborg (1994)
- Pockory (kol på papper inneslutet i plast), Stockholm Smart Show, Stockholm, (1996)
- En parafras (blandad media - fotografi på duk, kol, grafit), Stockholm - Europeiska kulturhuvudstaden '98, Stockholm (1998)
- Prolog (bläck på papper), The Life Gallery, Stockholm (1999)
- Barhäng (bläck, papper, trä ), PA & Co, Stockholm (2006)
- Paradiso Inferno Purgatorio (fotografi / c-tryck), Konstnärshuset, Stockholm (2009)
- Jag saknar U (silkscreen), Konstnärshuset, Stockholm (2011)
- 50-50-50 (blandad media), Konstnärshuset, Stockholm (2012)

2015 fortsätter Schlyter att arbeta med ett projekt bestående av skulptur i en arkitektonisk videoinstallation, som hon först visade vid Royal Institute of Art i Stockholm 2013, i ett verk som heter Intermolecular Forces.